# Joakim Frederik Schouw

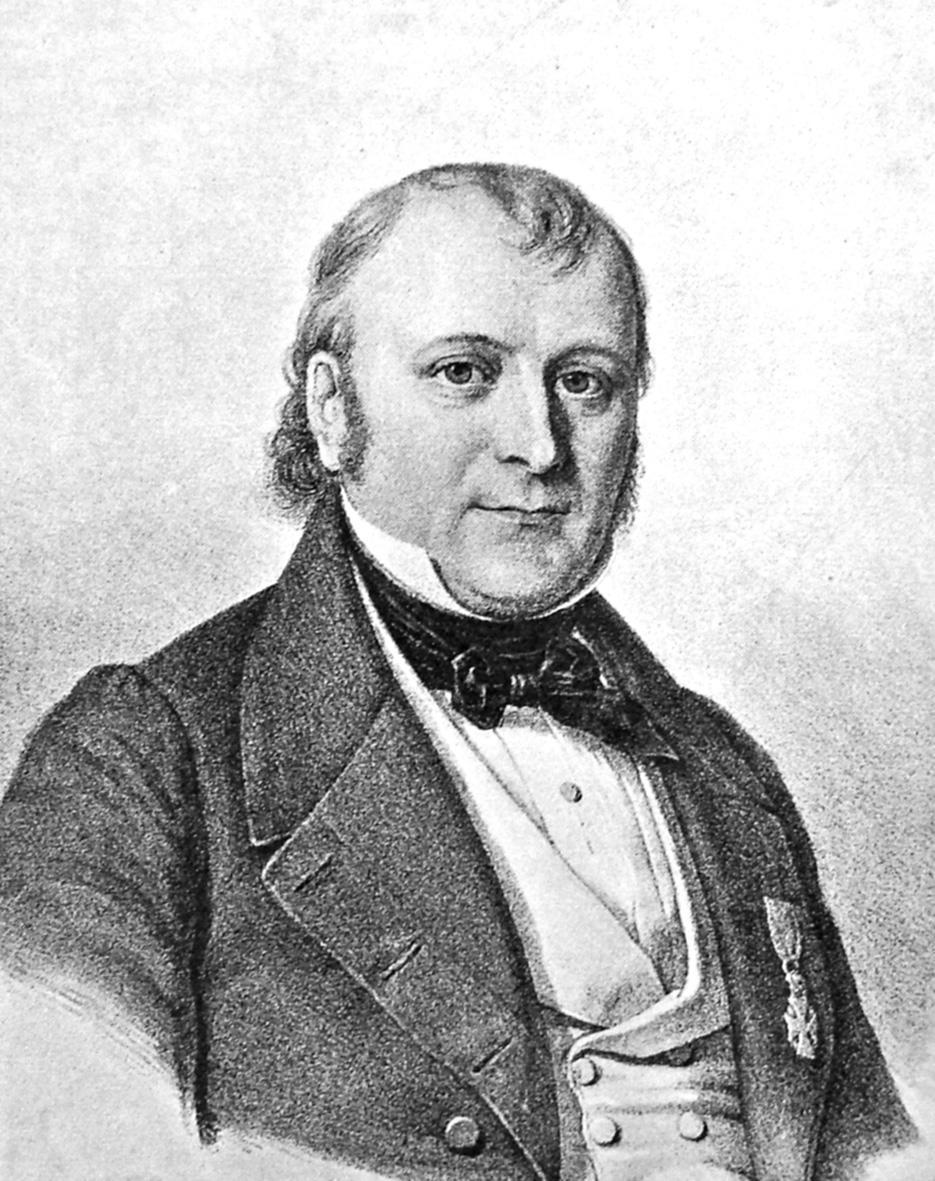
Joakim Frederik Schouw

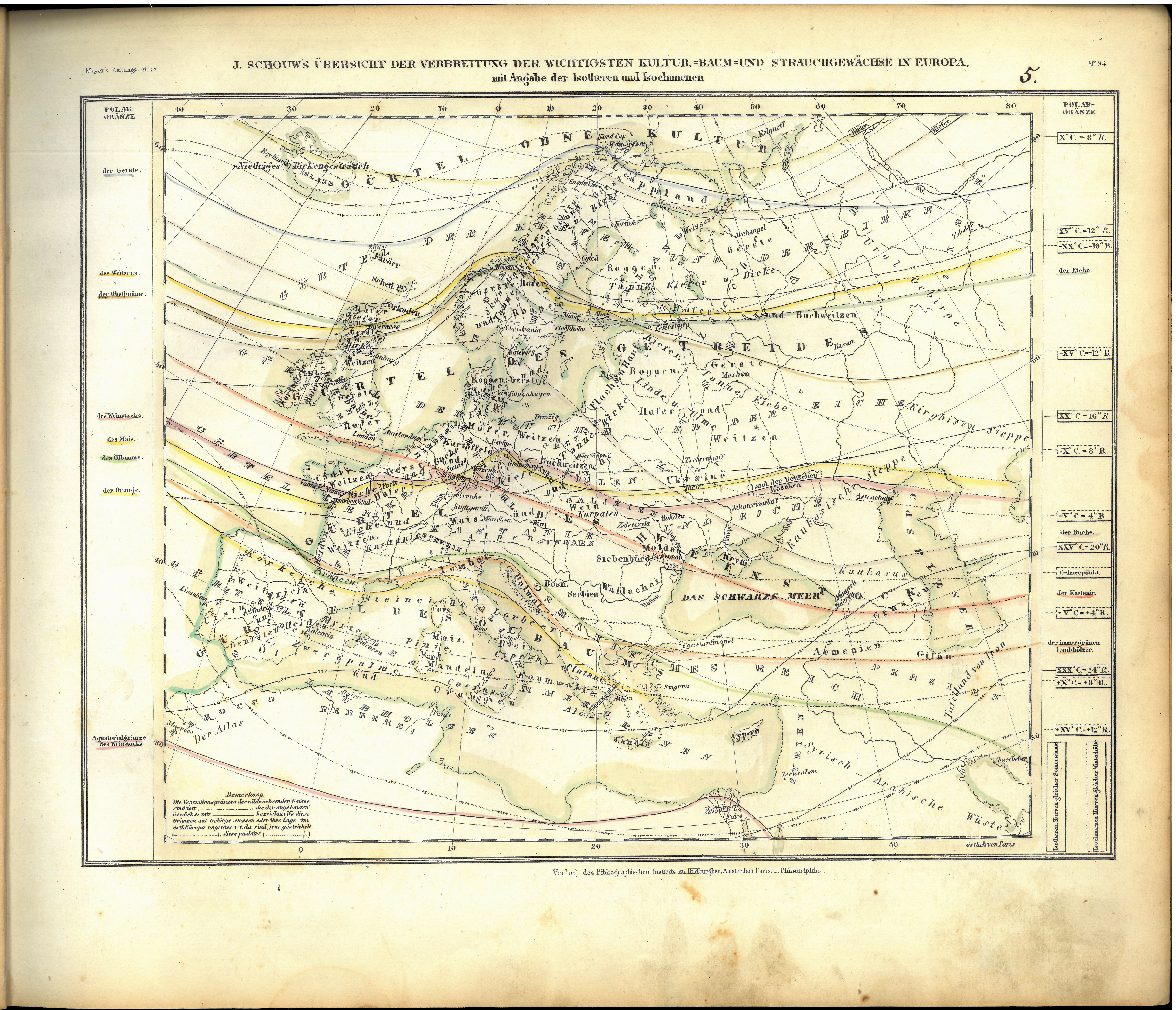
Schouws Übersicht der Verbreitung der wichtigsten Kultur-, Baum- und Strauchgewächse in Europa (1850)

Joakim Frederik Schouw (* 1789 in Kopenhagen; † 1852 ebenda) war ein dänischer Botaniker und Universitätsprofessor. Sein offizielles botanisches Autorenkürzel lautet „Schouw“.

## Leben
Schouw studierte zunächst ab 1808 Rechtswissenschaften an der Universität Kopenhagen, wo er 1816 zum Dr. jur. promoviert wurde. Nach botanischen Studienreisen in der Zeit zwischen 1816 und 1820 wurde er 1821 außerordentlicher Professor und 1845 Ordinarius für Botanik an der Universität Kopenhagen. Ab 1841 war er auch Direktor des Botanischen Gartens in Kopenhagen.
Bereits im Jahre 1822 versuchte er, das Forschungsgebiet der Pflanzengeographie abzugrenzen und in ein logisches System zu bringen. Unter anderem formulierte er folgende Definition:

„Pflanzengeographie ist eine Wissenschaft, welche das Vorkommen, die Verbreitungsbezirke und die Verteilungsweise der Pflanzen, wie sie jetzt bestehen, so wie auch die jetzige Vegetationsverschiedenheiten der Erdoberfläche, mit Berücksichtigung der äußeren Momente, darstellt.“

Schouw war der erste, der bei der Namensgebung von Pflanzengesellschaften die Endung „-etum“ verwendete. Seither wurden die physiognomisch definierten Pflanzenformationen als Quercetum, Pinetum etc. bezeichnet.
Am 28. November 1822 wurde er in die Leopoldina aufgenommen und erhielt den akademischen Beinamen Bergius I.

## Schriften
- Grundzüge einer allgemeinen Pflanzengeographie Digitalisat; Berlin 1823
- Beiträge zur vergleichenden Klimatologie; Kopenhagen
- Die Erde, die Pflanzen und der Mensch. Populäre Naturschilderungen; Leipzig 1851
- Dissertatio de sedibus plantarum originariis
- Ege- og Birke-Familiens geographiske og historiske Forhold i Italien; Kjøbenhavn 1847
- Europa, ein Naturgemälde. Auch als Beigabe zu jeder Geographie; Kiel
- Europa, physisch-geographische Schilderung; Kopenhagen
- Naturschilderungen, eine Reihe allgemein faßlicher Vorlesungen Kiel 1840
- Proben einer Erdbeschreibung. Mit einer Einleitung über die geographische Methode; Berlin 1851
- Scandinaviens Natur og Folk. Et Foredrag; Kjøbenhavn 1845
- Tableau du climat de l’Italie; Copenhague